# Estrictosidina
La Estrictosidina es un alcaloide β-carbolínico, que es intermediario en la biosíntesis de diversos alcaloides.